# کاروانسرای خان پنج
کاروانسرای خان پنج مربوط به دوره قاجار است و در کنارجاده قدیمی یزد به بافق واقع شده و این اثر در تاریخ ۱۹ مهر ۱۳۷۸ با شمارهٔ ثبت ۲۴۶۹ به‌عنوان یکی از آثار ملی ایران به ثبت رسیده است.